# Luigi Lorenzo Secchi
Luigi Lorenzo Secchi (Avenza, 16 marzo 1899 – Milano, 16 febbraio 1992) è stato un ingegnere, architetto e pubblicista italiano.
Noto a livello internazionale per essere stato architetto conservatore della Scala di Milano dal 1932 al 1982, Secchi fu particolarmente attivo nel campo dell'architettura sociale del capoluogo lombardo con specifica attenzione al campo della ricrezione e dello sport fino dal 1929, anno in cui progettò la prima piscina scoperta di Milano, la piscina Guido Romano di via Ponzio.
Fu interprete molto attivo del rinnovamento edilizio di Milano promosso durante gli anni '20 e '30 e voluto dall'amministrazione fascista per potere rimodellare e modernizzare una metropoli che fosse in grado di competere con le principali grandi città europee.

## Biografia
Secchi, toscano di nascita, ottiene la licenza fisico-matematica a Massa Carrara e, dopo un periodo di tre anni di degenza ospedaliera a Bologna per curarsi dalle gravi ferite subite durante la prima guerra mondiale, si trasferisce a Milano dove, nel 1924, si laurea in Ingegneria industriale presso il Regio Istituto Tecnico Superiore (in seguito Politecnico di Milano).
Nel 1925, dopo avere lavorato per breve tempo presso l'ufficio progetti della Montecatini e avere partecipato al concorso internazionale che era stato indetto per la progettazione di Sidi-Gaber, nuova città nei pressi di Alessandria d'Egitto, approda al Comune di Milano con la mansione di ingegnere avventizio, primo passo di una rapida carriera che troverà il suo apice nella nomina, avvenuta nel 1939, a Ingegnere capo, ossia a funzionario tecnico di grado più elevato dell'amministrazione municipale.
All'inizio dell'attività professionale si dedica all'edilizia scolastica ispirata ai più moderni orientamenti progettuali e didattici sviluppati in Francia (ne è esempio la Scuola all'aperto Umberto di Savoia al Parco Trotter di Milano, progettata fra il 1927 e il 1928)
per poi dedicarsi all'edilizia sportiva. In questo campo disegna numerose piscine tra cui, oltre alla già citata di via Ponzio, oggi Piscina Romano, la più grande piscina coperta d'Europa, la Piscina coperta Cozzi nel 1934 con cui si affaccia alla ribalta della notorietà internazionale e per la quale ottiene riconoscimenti in Italia e all'estero; ristruttura l'Arena Civica, lo Stadio Civico e il Lido.
Nel 1933 progetta, insieme all'ingegner Massari, il Mercato rionale coperto di viale Monza: l'opera è interamente in cemento armato, a tre navate di cui quella centrale sormontata da un arco di 18 metri di altezza.
Fra il 1935 e il 1938 progetta il grande complesso della sede del Comando della 1ª regione aerea dell'Aeronautica di piazzale Novelli a Milano. e fra il 1937 e il 1940, sempre a Milano, porta a termine la costruzione della Casa del Mutilato
Il Secchi morì novantaduenne a Milano nel 1992 mentre ancora lavorava sui disegni di modifica del palco della Scala.

## Galleria d'immagini

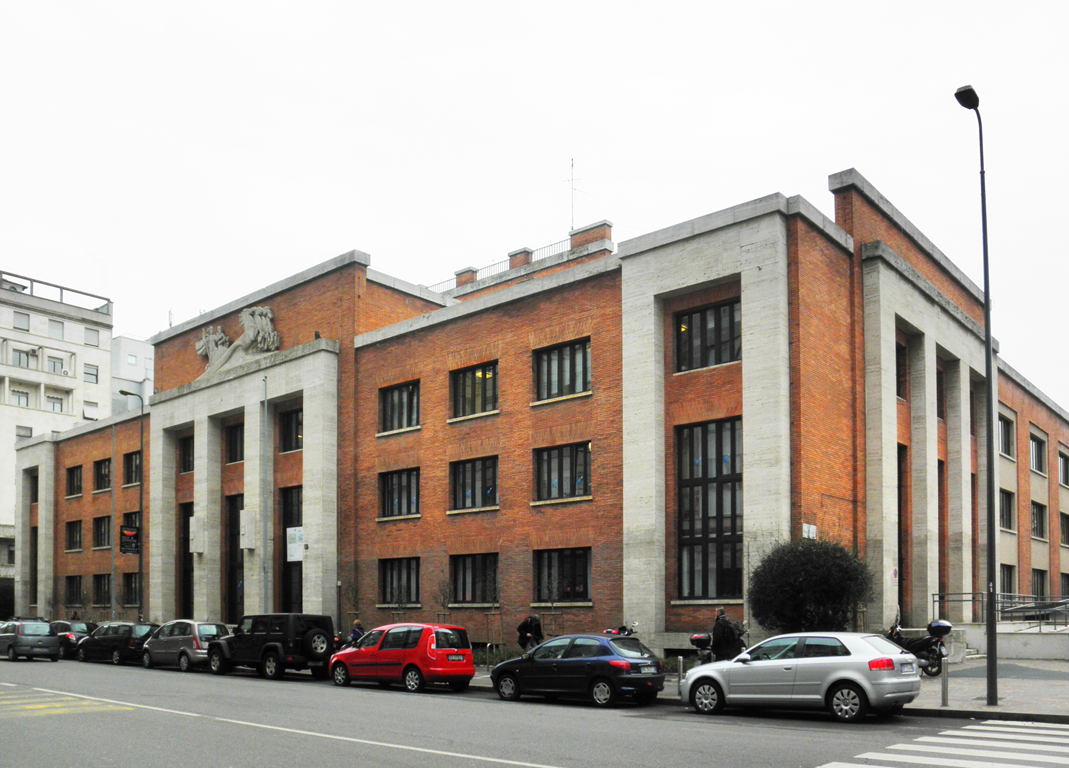
La Piscina Cozzi a Milano
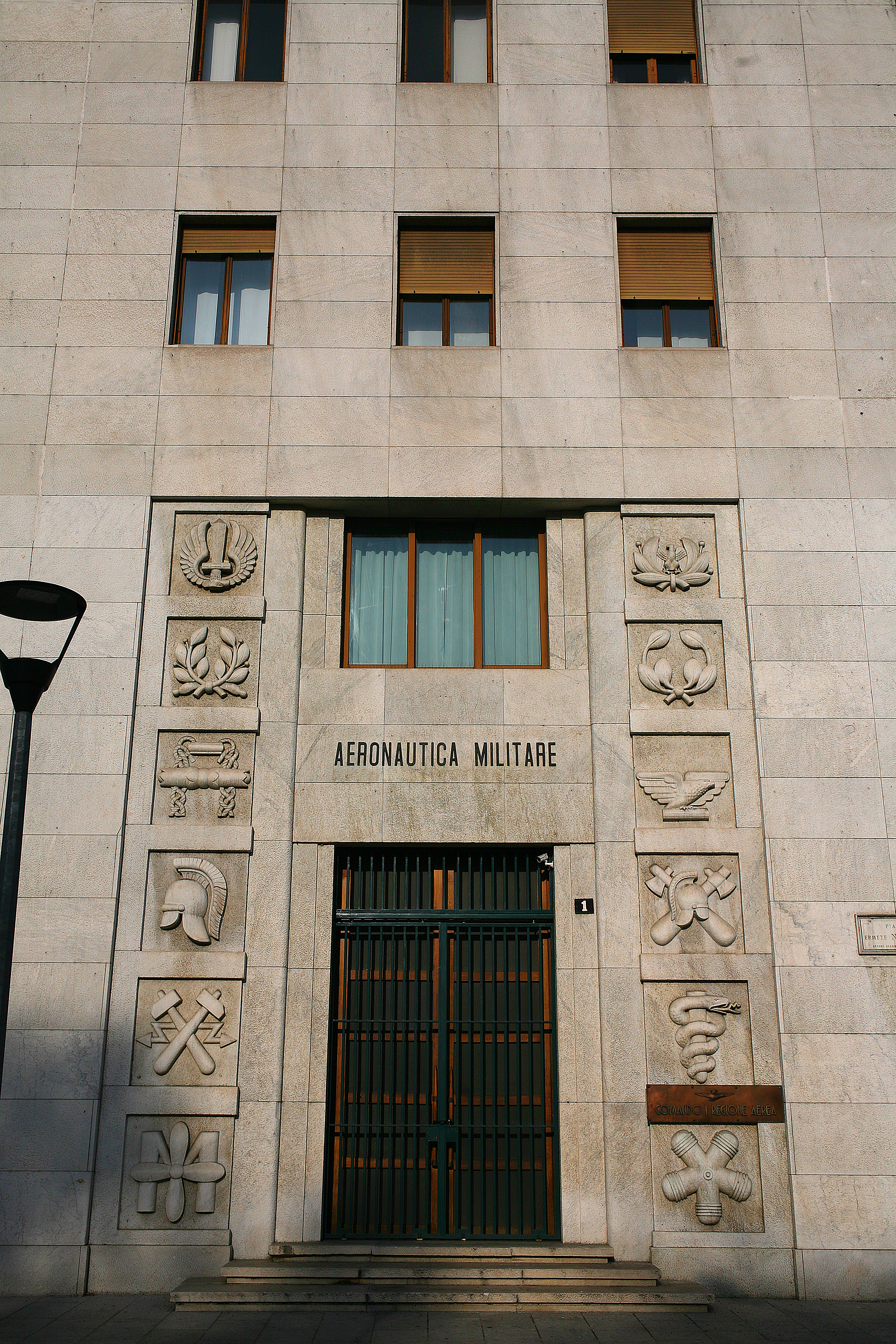
Il portale del Comando dell'Aeronautica